# Pandemia di COVID-19 in Ghana

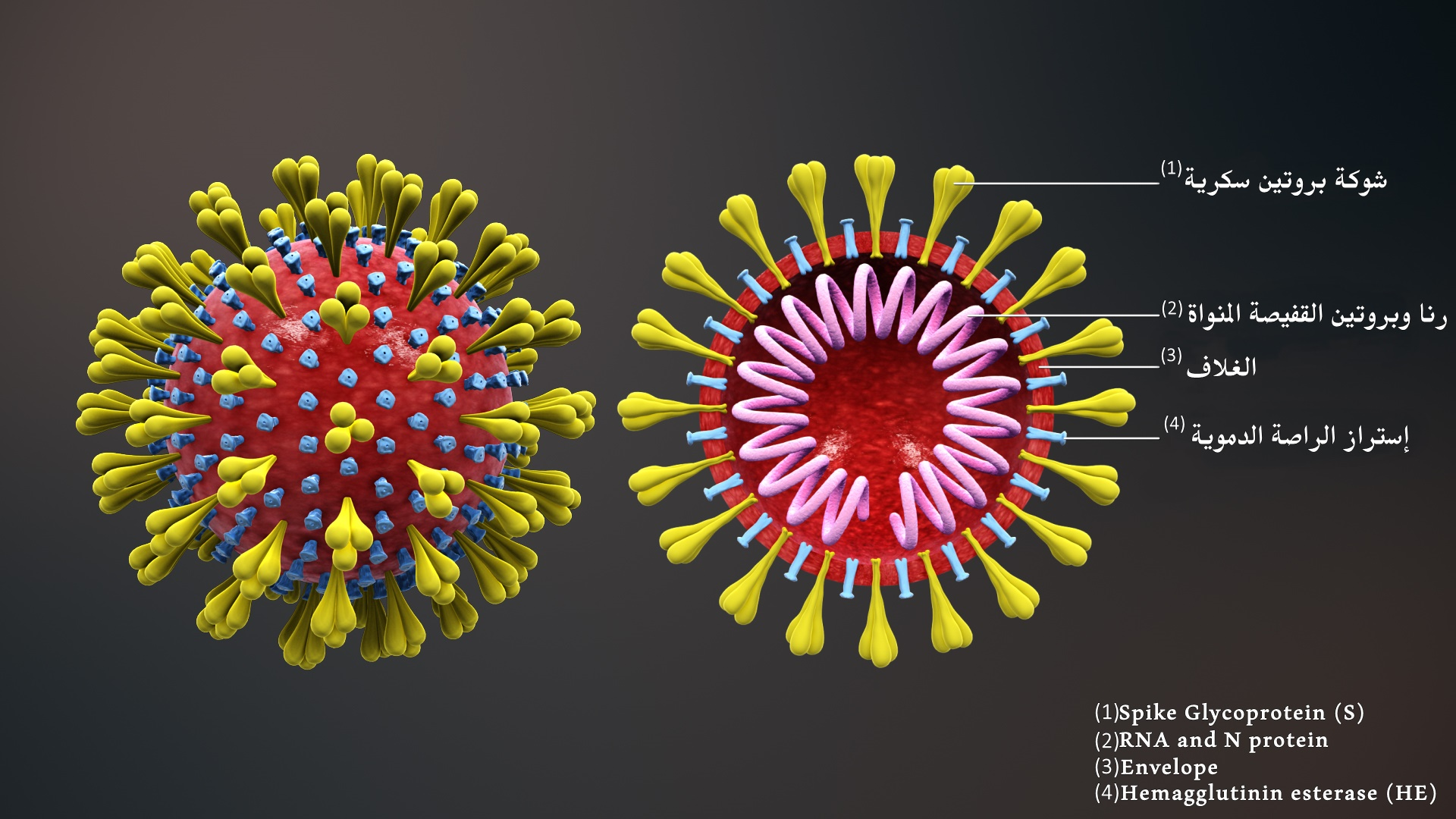
struttura 3D del coronavirus

I primi due casi della pandemia di COVID-19 in Ghana sono stati confermati il 12 marzo 2020, uno importato dalla Norvegia e uno dalla Turchia.

## Antefatti
Il 12 gennaio 2020, l'Organizzazione mondiale della sanità (OMS) ha confermato che un nuovo coronavirus era la causa di una nuova infezione polmonare che aveva colpito diversi abitanti della città di Wuhan, nella provincia cinese dell'Hubei, il cui caso era stato portato all'attenzione dell'OMS il 31 dicembre 2019.
Sebbene nel tempo il tasso di mortalità del COVID-19 si sia rivelato decisamente più basso di quello dell'epidemia di SARS che aveva imperversato nel 2003, la trasmissione del virus SARS-CoV-2, alla base del COVID-19, è risultata essere molto più ampia di quella del precedente virus del 2003, ed ha portato a un numero totale di morti molto più elevato.
Il 5 maggio 2023, l'Organizzazione mondiale della sanità dichiara ufficialmente la fine della pandemia.

## Andamento dei contagi
| Data                                                                       | Data       |  | Numero di casi | Numero di morti |
| -------------------------------------------------------------------------- | ---------- |  | -------------- | --------------- |
| 12-03-2020                                                                 | 12-03-2020 |  | 2(N.D.)        |                 |
| ⋮                                                                          | ⋮          |  | 2(=)           |                 |
| 15-03-2020                                                                 | 15-03-2020 |  | 6(+200%)       |                 |
| 16-03-2020                                                                 | 16-03-2020 |  | 6(=)           |                 |
| 17-03-2020                                                                 | 17-03-2020 |  | 7(+17%)        |                 |
| 18-03-2020                                                                 | 18-03-2020 |  | 9(+29%)        |                 |
| 19-03-2020                                                                 | 19-03-2020 |  | 11(+22%)       |                 |
| 20-03-2020                                                                 | 20-03-2020 |  | 16(+45%)       |                 |
| 21-03-2020                                                                 | 21-03-2020 |  | 21(+31%)       | 1(N.D.)         |
| 22-03-2020                                                                 | 22-03-2020 |  | 24(+14%)       | 1(=)            |
| ⋮                                                                          | ⋮          |  | 24(=)          | 1(=)            |
| 25-03-2020                                                                 | 25-03-2020 |  | 68(+183%)      | 1(=)            |
| 26-03-2020                                                                 | 26-03-2020 |  | 132(+94%)      | 4(+300%)        |
| 27-03-2020                                                                 | 27-03-2020 |  | 137(+3,8%)     | 4(=)            |
| 28-03-2020                                                                 | 28-03-2020 |  | 141(+2,9%)     | 5(+25%)         |
| 29-03-2020                                                                 | 29-03-2020 |  | 152(+7,8%)     | 5(=)            |
| ⋮                                                                          | ⋮          |  | 152(=)         | 5(=)            |
| 01-04-2020                                                                 | 01-04-2020 |  | 195(+28%)      | 5(=)            |
| 02-04-2020                                                                 | 02-04-2020 |  | 204(+4,6%)     | 5(=)            |
| ⋮                                                                          | ⋮          |  | 204(=)         | 5(=)            |
| 05-04-2020                                                                 | 05-04-2020 |  | 214(+4,9%)     | 5(=)            |
| 06-04-2020                                                                 | 06-04-2020 |  | 214(=)         | 5(=)            |
| 07-04-2020                                                                 | 07-04-2020 |  | 287(+34%)      | 5(=)            |
| ⋮                                                                          | ⋮          |  | 287(=)         | 5(=)            |
| 18-04-2020                                                                 | 18-04-2020 |  | 834(+191%)     | 9(+80%)         |
| 19-04-2020                                                                 | 19-04-2020 |  | 1 042(+25%)    | 9(=)            |
| ⋮                                                                          | ⋮          |  | 1 042(=)       | 9(=)            |
| 22-04-2020                                                                 | 22-04-2020 |  | 1 154(+11%)    | 9(=)            |
| 23-04-2020                                                                 | 23-04-2020 |  | 1 154(=)       | 9(=)            |
| 24-04-2020                                                                 | 24-04-2020 |  | 1 279(+11%)    | 10(+11%)        |
| 25-04-2020                                                                 | 25-04-2020 |  | 1 279(=)       | 9(−10%)         |
| 26-04-2020                                                                 | 26-04-2020 |  | 1 550(+21%)    | 11(+22%)        |
| 27-04-2020                                                                 | 27-04-2020 |  | 1 550(=)       | 11(=)           |
| 28-04-2020                                                                 | 28-04-2020 |  | 1 671(+7,8%)   | 16(+45%)        |
| 29-04-2020                                                                 | 29-04-2020 |  | 1 671(=)       | 16(=)           |
| 30-04-2020                                                                 | 30-04-2020 |  | 2 074(+24%)    | 17(+6,2%)       |
| 01-05-2020                                                                 | 01-05-2020 |  | 2 074(=)       | 17(=)           |
| 02-05-2020                                                                 | 02-05-2020 |  | 2 169(+4,6%)   | 18(+5,9%)       |
| 03-05-2020                                                                 | 03-05-2020 |  | 2 169(=)       | 18(=)           |
| 04-05-2020                                                                 | 04-05-2020 |  | 2 719(+25%)    | 18(=)           |
| 05-05-2020                                                                 | 05-05-2020 |  | 2 719(=)       | 18(=)           |
| 06-05-2020                                                                 | 06-05-2020 |  | 3 091(+14%)    | 18(=)           |
| 07-05-2020                                                                 | 07-05-2020 |  | 3 091(=)       | 18(=)           |
| 08-05-2020                                                                 | 08-05-2020 |  | 4 012(+30%)    | 18(=)           |
| 09-05-2020                                                                 | 09-05-2020 |  | 4 263(+6,3%)   | 22(+22%)        |
| 10-05-2020                                                                 | 10-05-2020 |  | 4 263(=)       | 22(=)           |
| 11-05-2020                                                                 | 11-05-2020 |  | 4 700(+10%)    | 22(=)           |
| 12-05-2020                                                                 | 12-05-2020 |  | 5 127(+9,1%)   | 22(=)           |
| 13-05-2020                                                                 | 13-05-2020 |  | 5 408(+5,5%)   | 24(+9,1%)       |
| 14-05-2020                                                                 | 14-05-2020 |  | 5 530(+2,3%)   | 24(=)           |
| 15-05-2020                                                                 | 15-05-2020 |  | 5 638(+2%)     | 28(+17%)        |
| 16-05-2020                                                                 | 16-05-2020 |  | 5 735(+1,7%)   | 29(+3,6%)       |
| ⋮                                                                          | ⋮          |  | 5 735(=)       | 29(=)           |
| 19-05-2020                                                                 | 19-05-2020 |  | 6 096(+6,3%)   | 31(+6,9%)       |
| 20-05-2020                                                                 | 20-05-2020 |  | 6 269(+2,8%)   | 31(=)           |
| 21-05-2020                                                                 | 21-05-2020 |  | 6 269(=)       | 31(=)           |
| 21-05-2020                                                                 | 21-05-2020 |  | 6 269(=)       | 31(=)           |
| 22-05-2020                                                                 | 22-05-2020 |  | 6 486(+3,5%)   | 31(=)           |
| 23-05-2020                                                                 | 23-05-2020 |  | 6 617(+2%)     | 31(=)           |
| 24-05-2020                                                                 | 24-05-2020 |  | 6 683(+1%)     | 32(+3,2%)       |
| 25-05-2020                                                                 | 25-05-2020 |  | 6 808(+1,9%)   | 32(=)           |
| 26-05-2020                                                                 | 26-05-2020 |  | 7 117(+4,5%)   | 34(+6,2%)       |
| 27-05-2020                                                                 | 27-05-2020 |  | 7 303(+2,6%)   | 34(=)           |
| 28-05-2020                                                                 | 28-05-2020 |  | 7 303(=)       | 34(=)           |
| 29-05-2020                                                                 | 29-05-2020 |  | 7 616(+4,3%)   | 34(=)           |
| 30-05-2020                                                                 | 30-05-2020 |  | 7 768(+2%)     | 35(+2,9%)       |
| 31-05-2020                                                                 | 31-05-2020 |  | 7 881(+1,5%)   | 36(+2,9%)       |
| 01-06-2020                                                                 | 01-06-2020 |  | 8 070(+2,4%)   | 36(=)           |
| 02-06-2020                                                                 | 02-06-2020 |  | 8 297(+2,8%)   | 38(+5,6%)       |
| 03-06-2020                                                                 | 03-06-2020 |  | 8 548(+3%)     | 38(=)           |
| 04-06-2020                                                                 | 04-06-2020 |  | 8 885(+3,9%)   | 38(=)           |
| 05-06-2020                                                                 | 05-06-2020 |  | 9 168(+3,2%)   | 42(+11%)        |
| 06-06-2020                                                                 | 06-06-2020 |  | 9 462(+3,2%)   | 44(+4,8%)       |
| 07-06-2020                                                                 | 07-06-2020 |  | 9 638(+1,9%)   | 44(=)           |
| 08-06-2020                                                                 | 08-06-2020 |  | 9 910(+2,8%)   | 48(+9,1%)       |
| 09-06-2020                                                                 | 09-06-2020 |  | 10 201(+2,9%)  | 48(=)           |
| 10-06-2020                                                                 | 10-06-2020 |  | 10 201(=)      | 48(=)           |
| 11-06-2020                                                                 | 11-06-2020 |  | 10 358(+1,5%)  | 48(=)           |
| 12-06-2020                                                                 | 12-06-2020 |  | 10 856(+4,8%)  | 48(=)           |
| 13-06-2020                                                                 | 13-06-2020 |  | 11 118(+2,4%)  | 48(=)           |
| 14-06-2020                                                                 | 14-06-2020 |  | 11 422(+2,7%)  | 51(+6,2%)       |
| 15-06-2020                                                                 | 15-06-2020 |  | 11 964(+4,7%)  | 54(+5,9%)       |
| 16-06-2020                                                                 | 16-06-2020 |  | 12 193(+1,9%)  | 58(+7,4%)       |
| 17-06-2020                                                                 | 17-06-2020 |  | 12 590(+3,3%)  | 66(+14%)        |
| 18-06-2020                                                                 | 18-06-2020 |  | 12 929(+2,7%)  | 66(=)           |
| 19-06-2020                                                                 | 19-06-2020 |  | 13 203(+2,1%)  | 70(+6,1%)       |
| 20-06-2020                                                                 | 20-06-2020 |  | 13 717(+3,9%)  | 85(+21%)        |
| 21-06-2020                                                                 | 21-06-2020 |  | 14 007(+2,1%)  | 85(=)           |
| 22-06-2020                                                                 | 22-06-2020 |  | 14 154(+1%)    | 85(=)           |
| 23-06-2020                                                                 | 23-06-2020 |  | 14 568(+2,9%)  | 95(+12%)        |
| 24-06-2020                                                                 | 24-06-2020 |  | 15 013(+3,1%)  | 95(=)           |
| 25-06-2020                                                                 | 25-06-2020 |  | 15 473(+3,1%)  | 95(=)           |
| 26-06-2020                                                                 | 26-06-2020 |  | 15 834(+2,3%)  | 103(+8,4%)      |
| 27-06-2020                                                                 | 27-06-2020 |  | 16 431(+3,8%)  | 103(=)          |
| 28-06-2020                                                                 | 28-06-2020 |  | 16 742(+1,9%)  | 112(+8,7%)      |
| 29-06-2020                                                                 | 29-06-2020 |  | 17 351(+3,6%)  | 112(=)          |
| 30-06-2020                                                                 | 30-06-2020 |  | 17 741(+2,2%)  | 112(=)          |
| 01-07-2020                                                                 | 01-07-2020 |  | 18 134(+2,2%)  | 117(+4,5%)      |
| 02-07-2020                                                                 | 02-07-2020 |  | 18 134(=)      | 117(=)          |
| 03-07-2020                                                                 | 03-07-2020 |  | 18 630(+2,7%)  | 117(=)          |
| 04-07-2020                                                                 | 04-07-2020 |  | 19 388(+4,1%)  | 117(=)          |
| 05-07-2020                                                                 | 05-07-2020 |  | 20 085(+3,6%)  | 122(+4,3%)      |
| 06-07-2020                                                                 | 06-07-2020 |  | 21 077(+4,9%)  | 129(+5,7%)      |
| 07-07-2020                                                                 | 07-07-2020 |  | 21 968(+4,2%)  | 129(=)          |
| 08-07-2020                                                                 | 08-07-2020 |  | 22 822(+3,9%)  | 129(=)          |
| 09-07-2020                                                                 | 09-07-2020 |  | 23 463(+2,8%)  | 129(=)          |
| 10-07-2020                                                                 | 10-07-2020 |  | 23 834(+1,6%)  | 135(+4,7%)      |
| 11-07-2020                                                                 | 11-07-2020 |  | 24 248(+1,7%)  | 135(=)          |
| 12-07-2020                                                                 | 12-07-2020 |  | 24 518(+1,1%)  | 139(+3%)        |
| 13-07-2020                                                                 | 13-07-2020 |  | 24 988(+1,9%)  | 139(=)          |
| 14-07-2020                                                                 | 14-07-2020 |  | 25 252(+1,1%)  | 139(=)          |
| 15-07-2020                                                                 | 15-07-2020 |  | 25 430(+0,7%)  | 139(=)          |
| 16-07-2020                                                                 | 16-07-2020 |  | 26 125(+2,7%)  | 139(=)          |
| 17-07-2020                                                                 | 17-07-2020 |  | 26 572(+1,7%)  | 144(+3,6%)      |
| 18-07-2020                                                                 | 18-07-2020 |  | 27 060(+1,8%)  | 145(+0,69%)     |
| 19-07-2020                                                                 | 19-07-2020 |  | 27 667(+2,2%)  | 148(+2,1%)      |
| 20-07-2020                                                                 | 20-07-2020 |  | 28 430(+2,8%)  | 153(+3,4%)      |
| 21-07-2020                                                                 | 21-07-2020 |  | 28 989(+2%)    | 153(=)          |
| 22-07-2020                                                                 | 22-07-2020 |  | 29 672(+2,4%)  | 153(=)          |
| 23-07-2020                                                                 | 23-07-2020 |  | 30 366(+2,3%)  | 153(=)          |
| 24-07-2020                                                                 | 24-07-2020 |  | 31 057(+2,3%)  | 161(+5,2%)      |
| 25-07-2020                                                                 | 25-07-2020 |  | 31 851(+2,6%)  | 161(=)          |
| 26-07-2020                                                                 | 26-07-2020 |  | 32 487(+2%)    | 161(=)          |
| 27-07-2020                                                                 | 27-07-2020 |  | 32 969(+1,5%)  | 168(+4,3%)      |
| 28-07-2020                                                                 | 28-07-2020 |  | 33 624(+2%)    | 168(=)          |
| 29-07-2020                                                                 | 29-07-2020 |  | 34 406(+2,3%)  | 175(+4,2%)      |
| 30-07-2020                                                                 | 30-07-2020 |  | 35 142(+2,1%)  | 175(=)          |
| 31-07-2020                                                                 | 31-07-2020 |  | 35 501(+1%)    | 182(+4%)        |
| 01-08-2020                                                                 | 01-08-2020 |  | 37 014(+4,3%)  | 182(=)          |
| 02-08-2020                                                                 | 02-08-2020 |  | 37 014(=)      | 182(=)          |
| 03-08-2020                                                                 | 03-08-2020 |  | 37 812(+2,2%)  | 191(+4,9%)      |
| 04-08-2020                                                                 | 04-08-2020 |  | 37 812(=)      | 191(=)          |
| 05-08-2020                                                                 | 05-08-2020 |  | 39 075(+3,3%)  | 199(+4,2%)      |
| 06-08-2020                                                                 | 06-08-2020 |  | 39 642(+1,5%)  | 199(=)          |
| 07-08-2020                                                                 | 07-08-2020 |  | 40 097(+1,1%)  | 206(+3,5%)      |
| 08-08-2020                                                                 | 08-08-2020 |  | 40 533(+1,1%)  | 206(=)          |
| 09-08-2020                                                                 | 09-08-2020 |  | 41 003(+1,2%)  | 215(+4,4%)      |
| 10-08-2020                                                                 | 10-08-2020 |  | 41 212(+0,51%) | 215(=)          |
| 11-08-2020                                                                 | 11-08-2020 |  | 41 404(+0,47%) | 215(=)          |
| 12-08-2020                                                                 | 12-08-2020 |  | 41 572(+0,41%) | 223(+3,7%)      |
| 13-08-2020                                                                 | 13-08-2020 |  | 41 725(+0,37%) | 223(=)          |
| 14-08-2020                                                                 | 14-08-2020 |  | 41 847(+0,29%) | 223(=)          |
| 15-08-2020                                                                 | 15-08-2020 |  | 42 210(+0,87%) | 231(+3,6%)      |
| 16-08-2020                                                                 | 16-08-2020 |  | 42 532(+0,76%) | 231(=)          |
| 17-08-2020                                                                 | 17-08-2020 |  | 42 653(+0,28%) | 239(+3,5%)      |
| 18-08-2020                                                                 | 18-08-2020 |  | 42 993(+0,8%)  | 248(+3,8%)      |
| 19-08-2020                                                                 | 19-08-2020 |  | 43 094(+0,23%) | 256(+3,2%)      |
| 20-08-2020                                                                 | 20-08-2020 |  | 43 260(+0,39%) | 261(+2%)        |
| 21-08-2020                                                                 | 21-08-2020 |  | 43 325(+0,15%) | 261(=)          |
| 22-08-2020                                                                 | 22-08-2020 |  | 43 505(+0,42%) | 261(=)          |
| 23-08-2020                                                                 | 23-08-2020 |  | 43 505(=)      | 261(=)          |
| 24-08-2020                                                                 | 24-08-2020 |  | 43 622(+0,27%) | 263(+0,77%)     |
| 25-08-2020                                                                 | 25-08-2020 |  | 43 717(+0,22%) | 270(+2,7%)      |
| 26-08-2020                                                                 | 26-08-2020 |  | 43 769(+0,12%) | 270(=)          |
| 27-08-2020                                                                 | 27-08-2020 |  | 43 841(+0,16%) | 270(=)          |
| 28-08-2020                                                                 | 28-08-2020 |  | 43 949(+0,25%) | 270(=)          |
| 29-08-2020                                                                 | 29-08-2020 |  | 44 118(+0,38%) | 270(=)          |
| 30-08-2020                                                                 | 30-08-2020 |  | 44 205(+0,2%)  | 276(+2,2%)      |
| 31-08-2020                                                                 | 31-08-2020 |  | 44 298(+0,21%) | 276(=)          |
| 01-09-2020                                                                 | 01-09-2020 |  | 44 460(+0,37%) | 276(=)          |
| 02-09-2020                                                                 | 02-09-2020 |  | 44 658(+0,45%) | 276(=)          |
| 03-09-2020                                                                 | 03-09-2020 |  | 44 713(+0,12%) | 280(+1,4%)      |
| 04-09-2020                                                                 | 04-09-2020 |  | 44 777(+0,14%) | 283(+1,1%)      |
| 05-09-2020                                                                 | 05-09-2020 |  | 44 777(=)      | 283(=)          |
| 06-09-2020                                                                 | 06-09-2020 |  | 44 777(=)      | 283(=)          |
| 07-09-2020                                                                 | 07-09-2020 |  | 44 869(+0,21%) | 283(=)          |
| 08-09-2020                                                                 | 08-09-2020 |  | 45 012(+0,32%) | 283(=)          |
| 09-09-2020                                                                 | 09-09-2020 |  | 45 313(+0,67%) | 283(=)          |
| 10-09-2020                                                                 | 10-09-2020 |  | 45 313(=)      | 283(=)          |
| 11-09-2020                                                                 | 11-09-2020 |  | 45 388(+0,17%) | 285(+0,71%)     |
| 12-09-2020                                                                 | 12-09-2020 |  | 45 434(+0,1%)  | 286(+0,35%)     |
| 13-09-2020                                                                 | 13-09-2020 |  | 45 434(=)      | 286(=)          |
| 14-09-2020                                                                 | 14-09-2020 |  | 45 601(+0,37%) | 294(+2,8%)      |
| 15-09-2020                                                                 | 15-09-2020 |  | 45 655(+0,12%) | 294(=)          |
| 16-09-2020                                                                 | 16-09-2020 |  | 45 655(=)      | 294(=)          |
| 17-09-2020                                                                 | 17-09-2020 |  | 45 714(+0,13%) | 294(=)          |
| 18-09-2020                                                                 | 18-09-2020 |  | 45 760(+0,1%)  | 295(+0,34%)     |
| 19-09-2020                                                                 | 19-09-2020 |  | 45 877(+0,26%) | 297(+0,68%)     |
| 20-09-2020                                                                 | 20-09-2020 |  | 46 004(+0,28%) | 297(=)          |
| 21-09-2020                                                                 | 21-09-2020 |  | 46 062(+0,13%) | 297(=)          |
| 22-09-2020                                                                 | 22-09-2020 |  | 46 062(=)      | 297(=)          |
| 23-09-2020                                                                 | 23-09-2020 |  | 46 153(+0,2%)  | 299(+0,67%)     |
| 24-09-2020                                                                 | 24-09-2020 |  | 46 222(+0,15%) | 299(=)          |
| 25-09-2020                                                                 | 25-09-2020 |  | 46 222(=)      | 299(=)          |
| 26-09-2020                                                                 | 26-09-2020 |  | 46 222(=)      | 299(=)          |
| 27-09-2020                                                                 | 27-09-2020 |  | 46 387(+0,36%) | 299(=)          |
| 28-09-2020                                                                 | 28-09-2020 |  | 46 444(+0,12%) | 299(=)          |
| 29-09-2020                                                                 | 29-09-2020 |  | 46 482(+0,08%) | 301(+0,67%)     |
| 30-09-2020                                                                 | 30-09-2020 |  | 46 626(+0,31%) | 301(=)          |
| 01-10-2020                                                                 | 01-10-2020 |  | 46 656(+0,06%) | 301(=)          |
| 02-10-2020                                                                 | 02-10-2020 |  | 46 694(+0,08%) | 301(=)          |
| 03-10-2020                                                                 | 03-10-2020 |  | 46 803(+0,23%) | 303(+0,66%)     |
| 04-10-2020                                                                 | 04-10-2020 |  | 46 829(+0,06%) | 303(=)          |
| 05-10-2020                                                                 | 05-10-2020 |  | 46 829(=)      | 303(=)          |
| 06-10-2020                                                                 | 06-10-2020 |  | 46 829(=)      | 303(=)          |
| 07-10-2020                                                                 | 07-10-2020 |  | 46 829(=)      | 303(=)          |
| 08-10-2020                                                                 | 08-10-2020 |  | 46 947(+0,25%) | 306(+0,99%)     |
| 09-10-2020                                                                 | 09-10-2020 |  | 46 987(+0,09%) | 306(=)          |
| 10-10-2020                                                                 | 10-10-2020 |  | 47 005(+0,04%) | 306(=)          |
| 11-10-2020                                                                 | 11-10-2020 |  | 47 005(=)      | 306(=)          |
| 12-10-2020                                                                 | 12-10-2020 |  | 47 030(+0,05%) | 308(+0,65%)     |
| 13-10-2020                                                                 | 13-10-2020 |  | 47 126(+0,2%)  | 310(+0,65%)     |
| 14-10-2020                                                                 | 14-10-2020 |  | 47 126(=)      | 310(=)          |
| 15-10-2020                                                                 | 15-10-2020 |  | 47 173(+0,1%)  | 310(=)          |
| 16-10-2020                                                                 | 16-10-2020 |  | 47 173(=)      | 310(=)          |
| 17-10-2020                                                                 | 17-10-2020 |  | 47 199(+0,06%) | 310(=)          |
| 18-10-2020                                                                 | 18-10-2020 |  | 47 310(+0,24%) | 310(=)          |
| 19-10-2020                                                                 | 19-10-2020 |  | 47 372(+0,13%) | 310(=)          |
| 20-10-2020                                                                 | 20-10-2020 |  | 47 461(+0,19%) | 312(+0,65%)     |
| 21-10-2020                                                                 | 21-10-2020 |  | 47 461(=)      | 312(=)          |
| 22-10-2020                                                                 | 22-10-2020 |  | 47 538(+0,16%) | 312(=)          |
| 23-10-2020                                                                 | 23-10-2020 |  | 47 601(+0,13%) | 314(+0,64%)     |
| 24-10-2020                                                                 | 24-10-2020 |  | 47 690(+0,19%) | 316(+0,64%)     |
| 25-10-2020                                                                 | 25-10-2020 |  | 47 690(=)      | 316(=)          |
| 26-10-2020                                                                 | 26-10-2020 |  | 47 775(+0,18%) | 316(=)          |
| 27-10-2020                                                                 | 27-10-2020 |  | 47 775(=)      | 316(=)          |
| 28-10-2020                                                                 | 28-10-2020 |  | 47 908(+0,28%) | 316(=)          |
| 29-10-2020                                                                 | 29-10-2020 |  | 48 055(+0,31%) | 320(+1,3%)      |
| 30-10-2020                                                                 | 30-10-2020 |  | 48 055(=)      | 320(=)          |
| 31-10-2020                                                                 | 31-10-2020 |  | 48 055(=)      | 320(=)          |
| 01-11-2020                                                                 | 01-11-2020 |  | 48 124(+0,14%) | 320(=)          |
| 02-11-2020                                                                 | 02-11-2020 |  | 48 200(+0,16%) | 320(=)          |
| 03-11-2020                                                                 | 03-11-2020 |  | 48 511(+0,65%) | 320(=)          |
| 04-11-2020                                                                 | 04-11-2020 |  | 48 643(+0,27%) | 320(=)          |
| 05-11-2020                                                                 | 05-11-2020 |  | 48 788(+0,3%)  | 320(=)          |
| 06-11-2020                                                                 | 06-11-2020 |  | 48 788(=)      | 320(=)          |
| 07-11-2020                                                                 | 07-11-2020 |  | 48 904(+0,24%) | 320(=)          |
| 08-11-2020                                                                 | 08-11-2020 |  | 49 202(+0,61%) | 320(=)          |
| 09-11-2020                                                                 | 09-11-2020 |  | 49 202(=)      | 320(=)          |
| 10-11-2020                                                                 | 10-11-2020 |  | 49 302(+0,2%)  | 320(=)          |
| 11-11-2020                                                                 | 11-11-2020 |  | 49 572(+0,55%) | 320(=)          |
| 12-11-2020                                                                 | 12-11-2020 |  | 49 957(+0,78%) | 320(=)          |
| 13-11-2020                                                                 | 13-11-2020 |  | 50 018(+0,12%) | 320(=)          |
| 14-11-2020                                                                 | 14-11-2020 |  | 50 018(=)      | 320(=)          |
| 15-11-2020                                                                 | 15-11-2020 |  | 50 123(+0,21%) | 322(+0,62%)     |
| 16-11-2020                                                                 | 16-11-2020 |  | 50 376(+0,5%)  | 323(+0,31%)     |
| 17-11-2020                                                                 | 17-11-2020 |  | 50 376(=)      | 323(=)          |
| 18-11-2020                                                                 | 18-11-2020 |  | 50 457(+0,16%) | 323(=)          |
| 19-11-2020                                                                 | 19-11-2020 |  | 50 631(+0,34%) | 323(=)          |
| 20-11-2020                                                                 | 20-11-2020 |  | 50 631(=)      | 323(=)          |
| 21-11-2020                                                                 | 21-11-2020 |  | 50 717(+0,17%) | 323(=)          |
| 22-11-2020                                                                 | 22-11-2020 |  | 50 874(+0,31%) | 323(=)          |
| 23-11-2020                                                                 | 23-11-2020 |  | 50 941(+0,13%) | 323(=)          |
| 24-11-2020                                                                 | 24-11-2020 |  | 51 184(+0,48%) | 323(=)          |
| 25-11-2020                                                                 | 25-11-2020 |  | 51 225(+0,08%) | 323(=)          |
| 26-11-2020                                                                 | 26-11-2020 |  | 51 225(=)      | 323(=)          |
| 27-11-2020                                                                 | 27-11-2020 |  | 51 274(+0,1%)  | 323(=)          |
| 28-11-2020                                                                 | 28-11-2020 |  | 51 379(+0,2%)  | 323(=)          |
| 29-11-2020                                                                 | 29-11-2020 |  | 51 569(+0,37%) | 323(=)          |
| 30-11-2020                                                                 | 30-11-2020 |  | 51 667(+0,19%) | 323(=)          |
| 01-12-2020                                                                 | 01-12-2020 |  | 51 667(=)      | 323(=)          |
| 02-12-2020                                                                 | 02-12-2020 |  | 51 667(=)      | 323(=)          |
| 03-12-2020                                                                 | 03-12-2020 |  | 51 667(=)      | 323(=)          |
| 04-12-2020                                                                 | 04-12-2020 |  | 52 096(+0,83%) | 325(+0,62%)     |
| 05-12-2020                                                                 | 05-12-2020 |  | 52 096(=)      | 325(=)          |
| 06-12-2020                                                                 | 06-12-2020 |  | 52 274(+0,34%) | 325(=)          |
| 07-12-2020                                                                 | 07-12-2020 |  | 52 274(=)      | 325(=)          |
| 08-12-2020                                                                 | 08-12-2020 |  | 52 500(+0,43%) | 326(+0,31%)     |
| 09-12-2020                                                                 | 09-12-2020 |  | 52 622(+0,23%) | 326(=)          |
| 10-12-2020                                                                 | 10-12-2020 |  | 52 738(+0,22%) | 326(=)          |
| 11-12-2020                                                                 | 11-12-2020 |  | 52 738(=)      | 326(=)          |
| 12-12-2020                                                                 | 12-12-2020 |  | 52 933(+0,37%) | 327(+0,31%)     |
| 13-12-2020                                                                 | 13-12-2020 |  | 52 933(=)      | 327(=)          |
| 14-12-2020                                                                 | 14-12-2020 |  | 53 160(+0,43%) | 327(=)          |
| 15-12-2020                                                                 | 15-12-2020 |  | 53 270(+0,21%) | 327(=)          |
| 16-12-2020                                                                 | 16-12-2020 |  | 53 386(+0,22%) | 327(=)          |
| 17-12-2020                                                                 | 17-12-2020 |  | 53 553(+0,31%) | 331(+1,2%)      |
| 18-12-2020                                                                 | 18-12-2020 |  | 53 653(+0,19%) | 331(=)          |
| 19-12-2020                                                                 | 19-12-2020 |  | 53 653(=)      | 331(=)          |
| 20-12-2020                                                                 | 20-12-2020 |  | 53 856(+0,38%) | 331(=)          |
| 21-12-2020                                                                 | 21-12-2020 |  | 53 954(+0,18%) | 333(+0,6%)      |
| 22-12-2020                                                                 | 22-12-2020 |  | 53 954(=)      | 333(=)          |
| Fonti: - Ministero della sanità ghanese - Ultimo aggiornamento: 22.12.2020 |            |  |                |                 |

## Cronologia

### Marzo
L'11 marzo, la presidente Nana Akufo-Addo ha chiesto al ministro delle finanze, Ken Ofori-Atta, di rendere disponibili l'equivalente di $ 100 milioni per migliorare il piano di preparazione e risposta del coronavirus del Ghana.
Il 12 marzo, il ministro della Sanità Kwaku Agyemang-Manu ha annunciato i primi due casi nel paese in un incontro con la stampa di emergenza. I test sono stati eseguiti presso il Noguchi Memorial Institute for Medical Research, Università del Ghana, si trattava di due persone che erano tornate nel paese dalla Norvegia e dalla Turchia, uno era un alto funzionario presso l'ambasciata norvegese in Ghana, mentre l'altro era un membro del personale degli uffici delle Nazioni Unite (ONU) in Ghana, che era tornato dalla Turchia.
Il 15 marzo, alle 10 di sera, la presidente Nana Akufo-Addo ha vietato tutti gli incontri pubblici tra cui conferenze, seminari, funerali, festival, manifestazioni politiche, attività ecclesiali e altri eventi correlati per ridurre la diffusione di COVID-19. Anche le scuole di base, le scuole superiori e le università, sia pubbliche che private, sono state chiuse. Solo i candidati BECE e WASSCE sono autorizzati a rimanere a scuola secondo i protocolli di allontanamento sociale.
Il ministro delle finanze, Ken Ofori-Atta, ha anche dichiarato in Parlamento che i 100 milioni di dollari annunciati dal presidente Akufo-Addo per combattere il coronavirus non sono pronti, è stata inoltre creata una pagina Web per fornire aggiornamenti e informazioni ufficiali.
Il 21 marzo è stata riportata la prima morte.
Il 23 marzo, tutte le spiagge furono chiuse per aiutare a contenere la diffusione del virus. Tutti i confini della contea furono chiusi per due settimane dalla mezzanotte di domenica 22 marzo 2020.
Il 26 marzo, una lettera scritta e firmata dal direttore generale del servizio sanitario del Ghana ha richiamato tutto il personale in congedo di studio in servizio attivo. Ciò ha contribuito a far fronte al carico di lavoro nei centri sanitari.
Il presidente si è rivolto alla nazione alle 23.00 con un annuncio che ha posto alcune città chiave ad Accra e Kumasi sotto un blocco parziale, in vigore lunedì 30 marzo 2020. Membri del potere esecutivo, legislativo e giudiziario; e alcuni servizi come quelli che riguardano la produzione, la distribuzione e la commercializzazione di prodotti alimentari, bevande, prodotti farmaceutici, medicine, carta e imballaggi di plastica, sono stati esentati dalle restrizioni.
Il 28 marzo è stata annunciata dal Ministero della Salute del Ghana una speciale copertura assicurativa sulla vita per i professionisti in prima linea che si occupano della pandemia.

### Aprile
Il 4 aprile,198 mercati nella regione orientale del Ghana sono stati disinfettati nell'ambito del tentativo di controllare la pandemia. Il Ministero del governo locale e dello sviluppo rurale si è unito a Moderpest Company e Zoomlion Ghana per l'esercizio.
Il ministro dell'Informazione ha annunciato in un tweet che la chiusura dei confini è stata prorogata dal presidente, per un'altra quindicina di giorni, valida a mezzanotte di domenica 5 aprile 2020.
Il 10 aprile 2020, il professor Jacob Plange-Rhule, rettore del Ghana College of Physicians and Surgeons, è deceduto per COVID-19 presso il University of Ghana Medical Center di Accra.
Il 19 aprile 2020, il blocco parziale che era stato imposto tre settimane prima fu revocato, ma gli altri protocolli preventivi erano ancora in vigore.
Il 28 aprile, l'uso delle mascherine è stato reso obbligatorio nelle aziende e nelle organizzazioni.

### Maggio
L'11 maggio 2020, il governo del Ghana, attraverso l'ufficio dell'autorità turistica del Ghana, ha dato a hotel, bar e ristoranti il permesso di riaprire, ma di operare secondo procedure di allontanamento sociale rafforzate.
Il 19 maggio, 695 persone sono risultate positive in una fabbrica di trasformazione del pesce a Tema dopo che un lavoratore aveva contratto il virus e ha infettato oltre 500 lavoratori lì. Queste cifre sono arrivate dopo aver testato l'intero 1.300 dipendenti dell'azienda.  È stato anche rivelato che il 95 percento delle persone colpite ha registrato un primo test negativo.
Il 21 maggio 2020 è stato reso noto che dieci detenuti erano risultati positivi al virus nel Tema Metropolis. Il comandante della polizia regionale Tema ha dichiarato che tra le dieci persone colpite, nove provenivano dalle celle di Ashaiman e una era in una cella di Kpone.
Il 26 maggio 2020, è stato annunciato dal direttore generale del Servizio sanitario del Ghana che a Sekondi-Takoradi e Tarkwa, tutte nella regione occidentale, sono diventati i nuovi focolai dell'infezione Covid-19. Secondo lui, queste città hanno registrato 57 dei 156 nuovi casi confermati che hanno aumentato i conteggi dei casi.
Il 28 maggio 2020, la regione di Bono East ha confermato il suo primo caso Covid-19. Ciò ha portato il numero di regioni colpite in Ghana a 15.

### Giugno
Il 3 giugno 2020 il conteggio dei casi di Covid-19 in Ghana è salito a 8.548. I ricercatori del Kumasi Center for Collaborative Research hanno avvertito del possibile aumento dei casi COVID-19 dopo aver allentato le restrizioni.